# رود فریم
رود فریم رودی است به راین می‌ریزد. این رود از کشور آلمان می‌گذرد.